# Corrida do Milhão
A Corrida do Milhão é uma corrida automobilística anual, que faz parte do calendário da Stock Car Brasil.

## História
Em sua primeira edição, disputada no Autódromo de Jacarepaguá, no Rio de Janeiro, a premiação foi feita em dólares. Porém, por conta das crises econômicas que o Brasil passou desde então, esse valor passou a ser pago em reais. 
Apesar de não ter acontecido no ano seguinte à primeira edição, a prova caiu no gosto popular e foi retomada em 2010, seguindo até os dias de hoje e transformando-se na principal corrida do calendário da categoria, atraindo o maior número de pessoas, patrocinadores e interesses em geral, sendo uma das duas provas do ano (juntamente com a Grande Final) a ser transmitida ao vivo pela Rede Globo, dentro do Esporte Espetacular.
O evento não tem um palco fixo, já passando por Jacarepaguá, Interlagos, Goiânia e Curitiba. Por sua importância, Interlagos é o local que mais recebeu a corrida, em sete oportunidades, com a mais recente sendo na edição de 2020, marcada para 23 de agosto. Seu formato já mudou três vezes: começou sendo uma corrida de 65 minutos, passando para 50 minutos em 2012 e, por fim 40 minutos (duração de uma corrida normal) desde 2017.
Sete pilotos venceram as dez edições do evento, com Thiago Camilo sendo o principal nome com três conquistas, seguido de Rubens Barrichello com duas e Valdeno Brito, Ricardo Maurício, Ricardo Zonta e Daniel Serra com um triunfo cada. Entre as marcas participantes, a Chevrolet teve invencibilidade até 2020, quando Ricardo Zonta da Toyota venceu a Corrida do Milhão.

## Vencedores
| Ano               | Piloto             | Marca     | Equipe               | Local                                        | Duração | Data           |
| ----------------- | ------------------ | --------- | -------------------- | -------------------------------------------- | ------- | -------------- |
| 2020              | Ricardo Zonta      | Toyota    | RCM Motorsport       | Autódromo de Interlagos, São Paulo           | 40 min  | 23 de agosto   |
| 2019              | Ricardo Maurício   | Chevrolet | Eurofarma RC         | Autódromo de Interlagos, São Paulo           | 40 min  | 25 de agosto   |
| 2018              | Rubens Barrichello | Chevrolet | Full Time Sports     | Autódromo Internacional de Goiânia, Goiânia  | 40 min  | 5 de agosto    |
| 2017              | Daniel Serra       | Chevrolet | Eurofarma RC         | Autódromo Internacional de Curitiba, Pinhais | 40 min  | 2 de julho     |
| 2016              | Felipe Fraga       | Chevrolet | Cimed Racing         | Autódromo de Interlagos, São Paulo           | 50 min  | 11 de setembro |
| 2015              | Thiago Camilo      | Chevrolet | Ipiranga-RCM         | Autódromo Internacional de Goiânia, Goiânia  | 50 min  | 16 de agosto   |
| 2014              | Rubens Barrichello | Chevrolet | Full Time Sports     | Autódromo Internacional de Goiânia, Goiânia  | 50 min  | 3 de agosto    |
| 2013              | Ricardo Zonta      | Chevrolet | BMC Racing           | Autódromo de Interlagos, São Paulo           | 50 min  | 15 de dezembro |
| 2012              | Thiago Camilo      | Chevrolet | RCM Motorsport       | Autódromo de Interlagos, São Paulo           | 50 min  | 9 de dezembro  |
| 2011              | Thiago Camilo      | Chevrolet | RCM Motorsport       | Autódromo de Interlagos, São Paulo           | 65 min  | 7 de agosto    |
| 2010              | Ricardo Mauricio   | Chevrolet | Eurofarma RC         | Autódromo de Interlagos, São Paulo           | 65 min  | 5 de setembro  |
| Não houve em 2009 |                    |           |                      |                                              |         |                |
| 2008              | Valdeno Brito      | Chevrolet | A.Mattheis Motosport | Autódromo de Jacarepaguá, Rio de Janeiro     | 65 min  | 31 de agosto   |